# Pachyiulus foetidissimus
Pachyiulus foetidissimus är en mångfotingart som beskrevs av Vyacheslav Muralewitsch. Pachyiulus foetidissimus ingår i släktet Pachyiulus och familjen kejsardubbelfotingar. Inga underarter finns listade i Catalogue of Life.